# Rugănești
Rugănești (węg. Rugonfalva) – wieś w Rumunii, w okręgu Harghita, w gminie Șimonești. W 2011 roku liczyła 774 mieszkańców.